# Artă populară

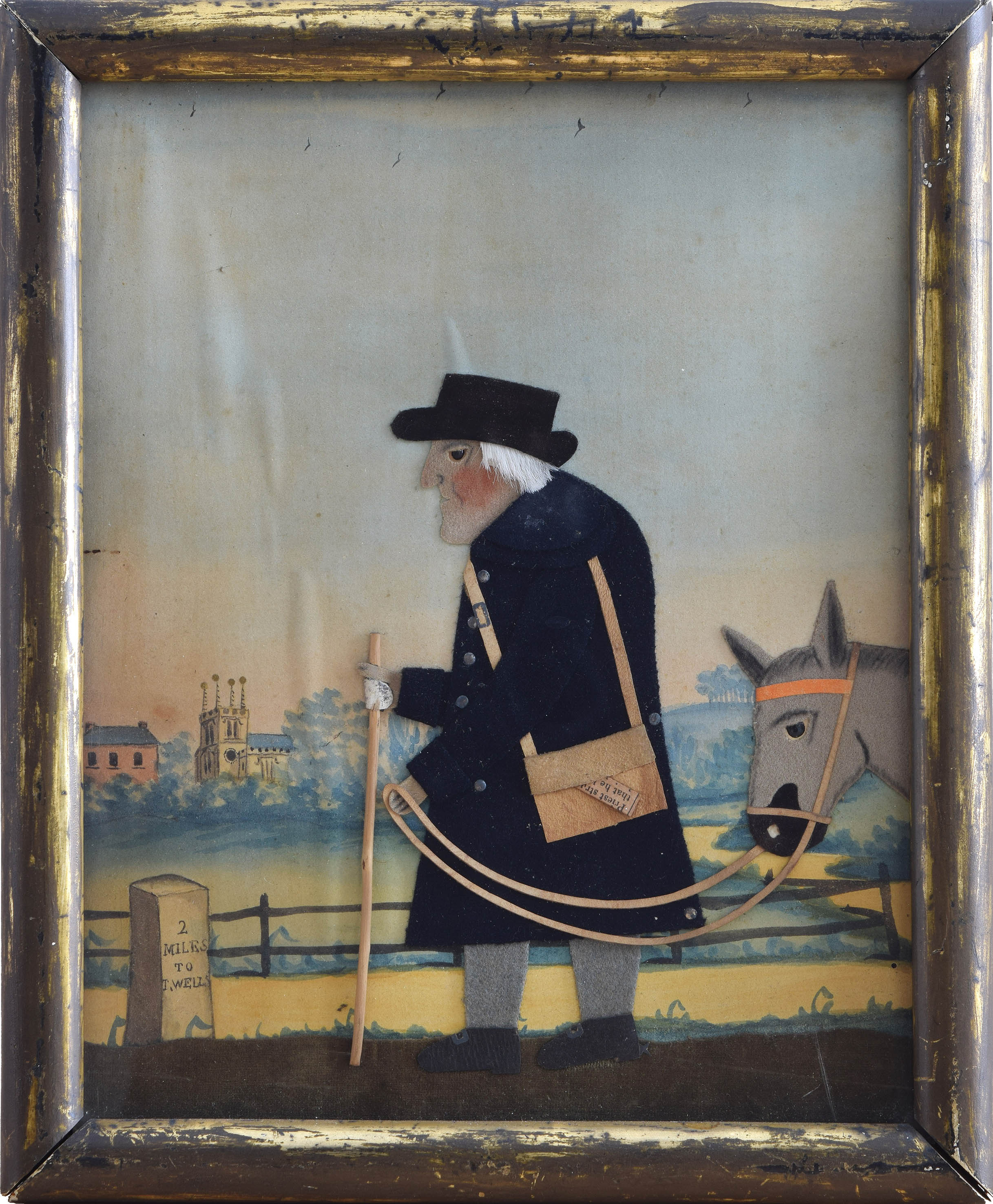
Tablou tradițional făcut de Goerge Smart, un croitor și artist popular englez. Tabloul este expus la Muzeul Tunbridge Wells din Marea Britanie.

Arta populara reprezintă un ansamblu de creații artistice realizate de obicei, de creatori anonimi.
Arta populară definește creația care nu se înscrie în artele clasice sau moderne, ci e în general inclusă in producția meșteșugărească tradițională sau casnică.
Lucrările de artă populară sunt în general de origine anonimă, producătorii lor nu au absolvit studii estetice sau artistice în sens mai restrâns.
Descoperirea fenomenului artei populare ca parte valoroasă a culturii se datorează dezvoltării științei istoriei artelor la sfârșitul secolului al XIX-lea. Din punct de vedere estetic și istoric, ea s-a produs în paralel cu dispariția treptată a acestui fenomen în societățile europene care se aflau în plin proces de industrializare. Pierderea treptată a tradițiilor meșteșugărești, la sfârșitul secolului al XIX-lea, în Europa Centrală și de Vest (și mai târziu și în Europa de Est), i-a anulat artei populare baza ei naturală. Datorită teoriilor primitivismului, artei populare (dar și așa-zisei arte primitive din afara Europei) i s-a acordat exact în această perioadă o deosebită atenție prin - și datorită - artiștilor curentului modernist.
Alți termeni pentru arta populară sunt: arta meșteșugărească sau artizanatul (cel din urmă cu conotație comercială - ex.: magazin de artizanat).
Cel mai des aceasta arta este intalnita in casele batranilor cum ar fi covoare tradiționale la icoane